# Volcán Ixtepeque
Volcán Ixtepeque är en vulkan i Guatemala.   Den ligger i departementet Departamento de Jutiapa, i den sydöstra delen av landet, 90 km öster om huvudstaden Guatemala City. Toppen på Volcán Ixtepeque är 1 292 meter över havet, eller 389 meter över den omgivande terrängen. Bredden vid basen är 12,5 km.
Terrängen runt Volcán Ixtepeque är huvudsakligen kuperad, men västerut är den bergig. Runt Volcán Ixtepeque är det ganska tätbefolkat, med 90 invånare per kvadratkilometer. Närmaste större samhälle är Santa Catarina Mita, 8,1 km nordväst om Volcán Ixtepeque. Omgivningarna runt Volcán Ixtepeque är en mosaik av jordbruksmark och naturlig växtlighet.